# Гондатти, Николай Львович
Никола́й Льво́вич Гонда́тти  (21 ноября (3 декабря) 1860 — 5 апреля 1946) — государственный деятель Российской империи (тобольский губернатор в 1906—1908 годах, томский губернатор в 1908—1911 годах, приамурский генерал-губернатор в 1911—1917 годах), действительный статский советник, шталмейстер. Исследователь-этнограф, член многих российских учёных обществ.

## Биография
Родился в Москве, был сыном скульптора-итальянца из Лукки Людвига Гондатти, его мать Екатерина Васильевна (1828 — не ранее 1875) родом из Тулы была незнатного происхождения. Ранние источники годом рождения указывали 1864-й; затем — 1863-й; ныне указывается дата рождения — 8 (20) ноября 1860 года.
Пятнадцатилетним Николай поступил в Нижегородский Александровский институт, представлявший в тот момент среднее учебное заведение с классическим гуманитарным образованием, окончив его в 1881 году с золотой медалью.
В 1887 году с отличием окончил юридический и физико-математический (естественно-историческое отделение) факультеты Московского университета.
В 1887 году стал преподавателем естествоведения в Московском училище ордена Святой Екатерины, а с 1 января 1888 года — в Московском Александровском институте. С 1884 г. совершил ряд экспедиций и научных поездок по Российской империи и за её пределами, ежегодно до 1892 года участвовал в экспедициях и посещал различные губернии Российской империи, Германию, Англию, Турцию, Малую Азию, Сирию, Египет, Австрию, Францию, Индию, Цейлон, Китай, Японию и Америку; имел золотые медали за экспедицию в Западную Сибирь и за учебные коллекции по шелководству.
С 1893 года по 1897 год был начальником Анадырской округи Приморской области. Совершил поездку на нартах протяжённостью около 277 км из села Марково в бухту Провидения, проведя при этом перепись оседлого и кочевого населения. Изучал быт и язык этих народов, собрал этнографическую коллекцию. За научные исследования на Чукотке был удостоен Золотой медали РГО в 1899 году и Большой золотой медали имени академика К. М. Бэра Петербургской Академии наук в 1900 году.
С 1897 года по 1899 год был старшим чиновником особых поручений при Приамурском генерал-губернаторе.
С 1899 по 1902 год был чиновником особых поручений при Переселенческом управлении МВД, заведовал переселенческим делом в Уссурийском крае. В 1901—1902 годах был также председателем Общества изучения Амурского края.
С 1902 года по 1906 год был правителем канцелярии Иркутского военного генерал-губернатора, а в декабре 1905 года — январе 1906 года и марте-апреле 1906 года был временно управляющим Иркутской губернией. Принимал активное участие в деятельности Восточно-Сибирского отдела РГО, изучал жизнь бурят.

### Губернатор Тобольской губернии (1906—1908)
С 1906 по 1908 год был губернатором Тобольской губернии. В губернии при Гондатти действовал запрет сходок и противоправительственных митингов. При этом Гондатти организовал в Тобольске курсы по пчеловодству и ведению сельского хозяйства, способствовал развитию культуры в губернии.

### Губернатор Томской губернии (1908—1911)
15 сентября 1908 года был назначен томским губернатором, прибыл в Томск 18 октября 1908 года.
При его участии в Томске открыты Высшие женские курсы. В 1909 году участвовал в совещании в Петербурге о нуждах Сибири.
Почётный гражданин города Новониколаевска (ныне — Новосибирск). Звание присвоено 3 мая 1910 года за многочисленные заслуги в деле оказания помощи городу при пожаре, случившемся в мае 1909 года:

11 мая 1909 года в Новониколаевске случилось страшное бедствие — большой пожар, начавшийся в центральной части города, который быстро распространился в сторону Оби. Город горел четыре дня. По данным городской управы выгорело 794 двора. Без крова осталось 8 тыс. человек. Для осмотра пожарища прибыл крупный администратор, исследователь Северной и Северо-Восточной Сибири, а в то время Томский губернатор Николай Львович Гондатти, который учинил следствие причин катастрофы и спрос с городских руководителей. После разбирательства губернатор принял действенные меры: оказал содействие в получении страховки, участвовал в организации отпуска из казны строительных материалов на восстановление города, помогал городской управе в осуществлении градостроительной политики. За эти заслуги Н. Л. Гондатти стал Почётным жителем города Ново-Николаевска.

Город скоро восстановился и продолжал расти с ещё большей быстротой.

Решением Томской городской Думы от 9 февраля 1911 года Н. Л. Гондатти присвоено звание Почётного гражданина города Томска.
В 1910 году назначен начальником Амурской экспедиции. Амурская экспедиция под руководством Гондатти стала последней научной акцией дореволюционной России, причём результаты получились весьма значительные. На экспедицию казна отпустила 600 тысяч рублей. Эта хорошо организованная и экипированная экспедиция, вопреки ожиданиям, почти не повлияла на переселенческую политику царского правительства, хотя её труды (более 40 томов) были оперативно изданы.

### Приамурский генерал-губернатор (1911—1917)
На этом посту он много сделал для экономического, социального и культурного развития края, отстаивал его от экспансии Японии и Китая. При Гондатти в Приамурском крае усилилась общественная деятельность, был учреждён заповедник «Кедровая падь», в Хабаровске в 1914 году был открыт учительский институт, в сёлах строились школы. Особое внимание Гондатти уделял жизни коренного населения Приамурья, запретил продажу в стойбищах спиртных напитков, участвовал в организации строительства моста через реку Амур и Амурской железнодорожной магистрали. Ему удалось реализовать планы соединения Уссурийской железной дороги с Амурской железной дорогой с выходом на Забайкальскую железную дорогу. Инициировал сооружение Владивостокского порта и расчистку устья Амура у Николаевска, поощрял развитие торговли, промыслов, сельского хозяйства и промышленности. Отрицательно относясь к влиянию Китая, Кореи и Японии на русском Дальнем Востоке, он вместе с тем был сторонником привлечения в край иностранного капитала. Участвовал в развитии ветеринарной службы и становлении метеослужбы в крае, организации широких землеустроительных работ и дачного посёлка под Владивостоком, создании первого заповедника и отдела российского общества востоковедения. Для стиля работы генерал-губернатора были характерны инициативность, настойчивость в отстаивании интересов края перед правительством, изучение состояния дела на месте, требовательность к подчинённым. Доброжелательность и доступность привлекали к нему людей. Н. Л. Гондатти звание почётного гражданина города Хабаровска присвоено в 1911 году.
Карьера Гондатти закончилась в марте 1917 года с отречением Николая II от престола. Комитет общественной безопасности, избранный в Хабаровске, постановил арестовать его, как только тот на поезде прибудет из служебной командировки. Гондатти был арестован и отправлен под конвоем в Петроград, в Чрезвычайную комиссию по расследованию беззаконий и злоупотреблений, совершённых царскими министрами и крупными сановниками. Комиссия не нашла каких-либо серьёзных злоупотреблений властью со стороны Гондатти, и он был отпущен на свободу. В конце мая 1917 года он ушёл в отставку.
По приглашению Гельсингфорского университета (Хельсинки) он читал лекции по этнографии.

### Начальник земельного отдела управления КВЖД
С декабря 1918 года находился в Харбине. В июле 1922 года Приамурский земский собор выдвинул Гондатти на пост Временного правителя Приамурского государства, но Гондатти снял свою кандидатуру. Он уклонился от «сомнительного», на его взгляд, сотрудничества с Меркуловыми. Гондатти отказался стать знаменем контрреволюции на Дальнем Востоке. В 1923 году по требованию большевиков арестован маньчжурскими властями. Под давлением Японии большевики поместили его не в тюрьму, а в больницу. В Харбине работал вместе с Н. С. Свиягиным, с которым познакомился и работал ещё в России. Оба скончались и похоронены в Харбине.
В справочнике «Весь Харбин» за 1925 год сообщается, что Н. Л. Гондатти с 1918 года возглавляет научно-земельный отдел Китайско-Восточной железной дороги и снимает довольно скромную квартиру в угловом доме по Большому проспекту. В Харбине Н. Л. Гондатти вёл активную общественную и научную работу. Он вскоре стал председателем ОРО (Общества русских ориенталистов), старейшего в Маньчжурии русского научно-исследовательского объединения, существовавшего с 1909 по 1927 год.
В 1920 году был поднят вопрос об открытии в Харбине технического учебного заведения, так как КВЖД давно уже стремилась привлекать на работу технические кадры, в которых начала ощущаться острая нужда. Было организовано «Общество по учреждению Русско-китайского техникума в городе Харбине», которое возглавил генерал-лейтенант Д. Л. Хорват, а председателем правления был назначен Н. Л. Гондатти. Занятия в новом учебном заведении начались 18 октября 1920 года. Техникум постепенно развивал свою техническую оснащённость и упрочил свой авторитет.
2 апреля 1922 года русско-китайский техникум был преобразован в Русско-китайский политехнический институт (РКПИ) — первое в Харбине высшее техническое учебное заведение. Основная тяжесть руководства реорганизацией этого вуза, переговоров с высшим руководством КВЖД и харбинскими общественными организациями относительно планов его будущего развития легла на плечи начальника Земельного управления КВЖД Н. Л. Гондатти, ставшего в 1923 году председателем правления общества по учреждению РКПИ, а в дальнейшем Харбинского политехнического института.
С помощью Н. Л. Гондатти в Модягоу в августе 1924 году был заложен Казанско-Богородский мужской монастырь. В конце 1924 года был председателем «Маньчжурского сельскохозяйственного общества», ставившего своей главной задачей распространение сельскохозяйственных знаний и работу по улучшению местного животноводства и сельскохозяйственных культур Северной Маньчжурии.
Умер 5 апреля 1946 года в Харбине, похоронен на Новом (Успенском) кладбище, которое в современном Харбине не сохранилось.

## Семья
Был женат (с 1898) на Маргарите Мечиславовне, урождённой Стравинской [14(26).7.1875 — не ранее 1942], дочери присяжного поверенного и известного общественного деятеля Иркутска М. С. Стравинского.

## Награды
За службу Гондатти был награждён орденами Св. Владимира IV (1898), III (1907) и II (1915) степеней, Св. Станислава I (1909), II и III степеней, в том числе один — за изучение сибирских окраин, Св. Анны I степени (1913), серебряной медалью в память царствования императора Александра III и бронзовой медалью За труды по первой Всеобщей переписи населения 1897 года.
В 1898 году Русское географическое общество наградило Гондатти Большой золотой медалью имени Ф. П. Литке по этнографии (за все труды, перенесённые им во время пребывания среди чукчей и за обнародованные уже исследования). В 1901 году Императорская Академия наук — Большой золотой медалью им. академика К. Бэра (1901).
Награды иностранных государств: японский орден Золотого коршуна, китайский орден Двойного Дракона, бухарский орден Золотой Звезды, французский Орден Почётного легиона.
Гондатти был почётным гражданином городов Берёзова, Тюмени, Томска, Ново-Николаевска, Екатеринбурга, Хабаровска, Сургута.

## Память
- В Тобольской губернии, в Тарском уезде Атирской волости был назван в его честь переселенческий посёлок «Гондатьевский».
- C июля 1909 года имя губернатора Гондатти было присвоено одной из волостей на Томской/Сибирской железной дороге (часть Транссиба): Гондатьевская волость Томской губернии. Ныне это территория современного Болотнинского района.
- С 1912[16] по 1920 его именем (Гондатти) назывался город Шимановск — новая станция Амурской железной дороги (часть Транссиба), административный центр Гондатьевской волости Амурской области.
- В новом районе города Тюмень есть улица Николая Гондатти (находится в Тюменском микрорайоне; название получила в 2007 году[17]).
- В городе Ново-Николаевске Томской губернии 1909 году в его честь была названа улица Гондатти (в 1920 переименована в улицу Урицкого).
- В городе Харбине (КНР) район, расположенный северо-восточнее железнодорожного вокзала, до 1960-х годов носил историческое название Гондаттьевка.

## Список трудов
Н. Л. Гондатти принадлежит несколько печатных трудов, являющихся преимущественно отчётами по его научным командировкам.
- Гондатти Н. Л. Культ медведя у инородцев Северо-Западной Сибири. — ИОЛЕАЭ, т. 48, вып. 2. — М., 1888.
- Гондатти Н. Л. Следы язычества у инородцев Северо-Западной Сибири. — М., 1888.
- Гондатти Н. Л. Следы языческих верований у маньзов. — ИОЛЕАЭ, труды этнограф. отд., т. VIII. — М., 1880.
- Гондатти Н. Л. Общий отчёт Амурской экспедиции за 1910 г. — Вып. 1. — СПб.: Тип. В. Ф. Киршбаума, 1911. — 288 с.[8]

## Фотографии
На фото «Приамурский генерал-губернатор Н. Л. Гондатти на встрече с семейскими староверами» изображена встреча генерал-губернатора с семейскими старообрядцами — переселенцами из Забайкалья в одном из сёл вблизи г. Алексеевска (совр. г. Свободный). Часть серии из 5 фото. На переднем плане арка из жердей, обвитых ветвями, украшенная трёхцветными флагами. Под аркой Гондатти со свитой из переселенческих чиновников, по краям группы старообрядцев.